# Schermcke
Schermcke is een plaats en voormalige gemeente in de Duitse deelstaat Saksen-Anhalt, en maakt deel uit van de Landkreis Börde.
Schermcke telt 650 inwoners.

## Geboren in Schermcke
- Adolf Strauß (1879-1973), Generaloberst tijdens de Tweede Wereldoorlog